# 宮崎克則
宮崎 克則（みやざき かつのり、 1959年 -  ）は、日本の歴史学者、西南学院大学教授。専門は日本近世史・異文化交流史・民衆史・シーボルト研究。

## 来歴
佐賀県唐津出身。1982年九州大学文学部史学科を卒業。1989年九州大学大学院文学研究科博士課程単位取得退学。1996年『大名権力と走り者の研究』で九大文学博士。九州大学文学部付属九州文化史研究所助手・同大学総合研究博物館准教授を経て、2010年～西南学院大学国際文化学部教授。

## 著書
- 『大名権力と走り者の研究』（校倉書房〈歴史科学叢書〉、1995年）
- 『逃げる百姓、追う大名―江戸の農民獲得合戦』（中央公論新社、2002年）
- 『九州の一揆・打ちこわし』（海鳥社、2009年）
- 『シーボルト「NIPPON」の書誌学研究』（花乱社、2017年）

### 編著
- 『古地図の中の福岡・博多 1800年頃の町並』福岡アーカイブ研究会共編（海鳥社、2006年）
- 『ケンペルやシーボルトたちが見た九州、そしてニッポン』福岡アーカイブ研究会共編（海鳥社、2009年）
- 『大学的福岡・博多ガイド こだわりの歩き方』高倉洋彰共編（昭和堂、2012年）
- 『シーボルト年表 生涯とその業績』石山禎一共著（八坂書房、2014年）
- 『福岡　地理・地名・地図の謎』（実業之日本社、2014年）
- 『シーボルト蒐集和書目録』高杉志緒共編（八木書店、2015年）
- 『鯨取りの社会史』森弘子共著（花乱社、2016年）
- 『シーボルト書簡集成』（八坂書房、2023年）。シーボルトと日本人との書簡を訳・注解
石山禎一・梶輝行 編者代表、他にイザベル・田中・ファン・ダーレン、沓澤宣賢、吉田佳恵